# رابطة الأطباء الدوليين لمنع الحرب النووية

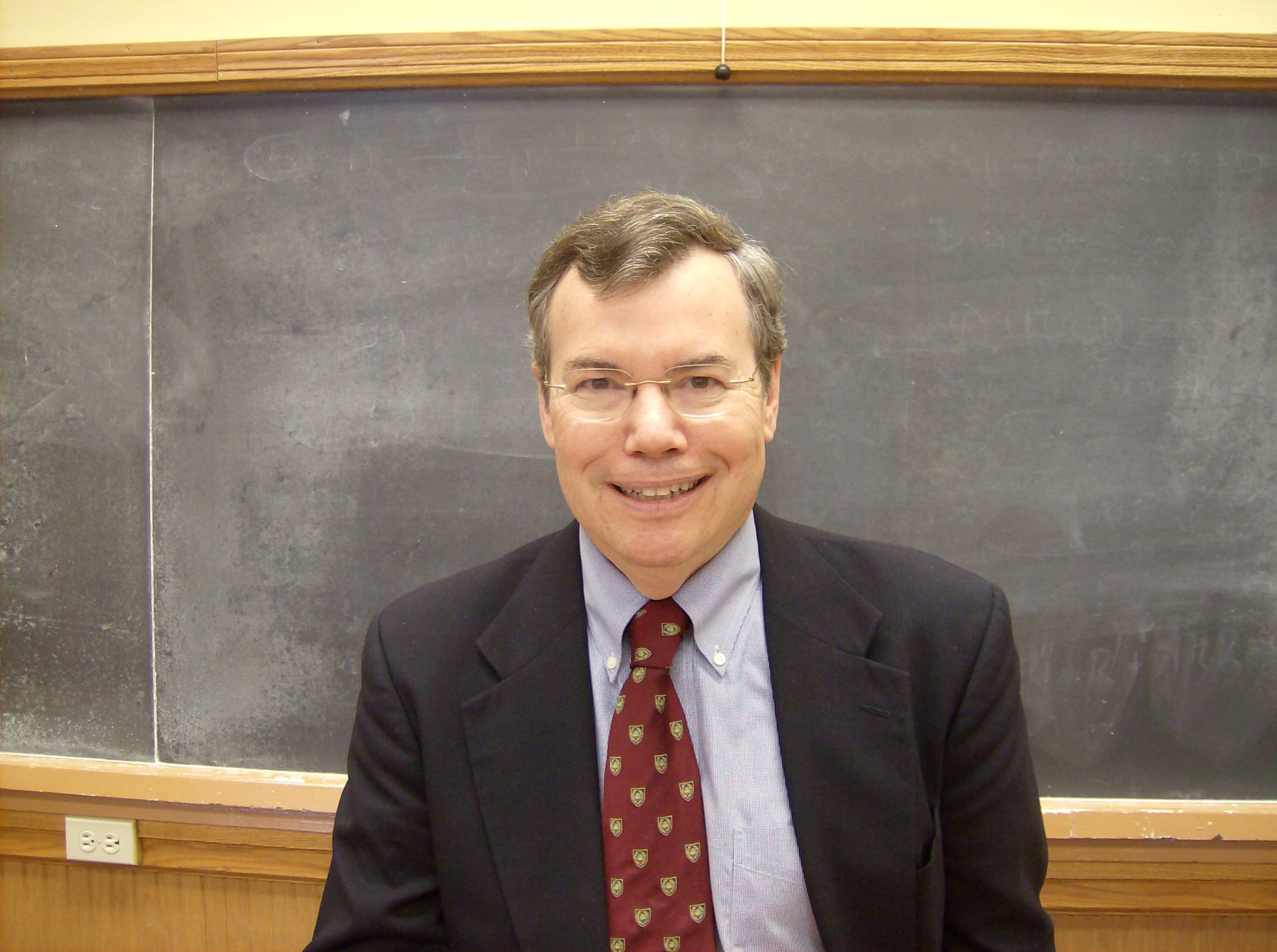
روبرت موسيل, ممثل رسمي لل IPPNW عندما ربحت المنظمة جائزة نوبل للسلام.

رابطة الأطباء الدوليين لمنع الحرب النووية وتختصر (IPPNW). منظمة عالمية تتكون من 60 منظمة صحية وطنية حول العالم. تستخدم هذه المنظمة الطب، التعليم والتأييد في تجنب الحروب النووية وتؤيد نزع جميع الأسلحة النووية.
في منتصف ال80 من القرن العشرين أصبح للمنظمة 145,000 عضو وفي بداية ال90 من القرن العشرين أصبح لديها ما يساوي 200,000 ويقطنون في 60 دولة مختلفة. ومقر هذه المنظمة هو في كامبردج.
أنشئت المنظمة في ديسمبر عام 1980م على يد طبيب القلب برنارد لون وافيجوني تشازوف. وكانت على أساس الدراسات طبية أنتجوا فيها برنامج طبي تحذيري للبشر بالنسبة للبشر والبيئة نتيجة الحرب النووية. حملة الجماعة أنتجت كتب وأيضاً مواضيع للصحف المشهورة ولشبكات الإعلام المشهورة. كوفئت المنظمة بجائزة جائزة اليونسكو لعلوم السلام في عام 1985م.
الIPPNW وسعت نقاطها الأربع الرسمية لتأخد نقطة إيقاف كل الحروب، وتفهم متقدم لجميع الحروب المسلحة من منظور صحي عامي.
في أبريل 2006 أنشئت المنظمة تقرير ناقد لتقرير سبتمبر 2005 العائد إلى الأمم المتحدة حول كارثة تشيرنوبيل، والتي زعمت وجود 47 حالة للموت الفوري فيها. في أبريل 2007، أطلقت حملة الحملة العالمية لإلغاء الأسلحة النووية في العاصمة ڤيينا، والتي سببها أستطلاعات 2010 على عدم فعالية أتفاقية الحد من الأسلحة النووية.

## وصلات خارجية
- Official IPPNW Site
- Voices of Vision Documentary on IPPNW نسخة محفوظة 18 نوفمبر 2008 على موقع واي باك مشين. (Video)
- IPPNW Program - website for ICAN
- IPPNW Program - website for Aiming for Prevention
- Website by IPPNW Medical Students